# Amastus brunnescens
Amastus brunnescens är en fjärilsart som beskrevs av Rothschild 1909. Amastus brunnescens ingår i släktet Amastus och familjen björnspinnare. Inga underarter finns listade i Catalogue of Life.